# Сваток Олександр Сергійович
Олекса́ндр Сергі́йович Свато́к (нар. 27 вересня 1994, Камʼянське, Україна) — український футболіст, центральний захисник американського футбольного клубу «Остін».

## Біографія
Вихованець дніпропетровського футболу. З 2011 року грав за молодіжний склад «Дніпра», після чого був капітаном дублю «дніпрян». 28 листопада 2013 року дебютував за основну команду в матчі Ліги Європи проти румунського «Пандурія» (4:1), вийшовши на заміну на 64 хвилині замість Євгена Чеберячка. Вже за 5 хвилин Олександр "заробив" пенальті у власні ворота і попередження, незважаючи на це українська команда перемогла 4:1. Проте в чемпіонаті так жодного матчу і не провів.
16 серпня 2014 року був відданий на правах оренди до кінця року в луцьку «Волинь». За нову команду дебютував у Прем'єр-лізі 31 серпня в матчі проти луганської «Зорі» (2:1), проте вже в старті матчу отримав жовту картку і на 17 хвилині був замінений на досвідченого Олега Гуменюка.

## Статистика

### Матчі за збірну
Станом на 23 березня 2025 року
| Дата       | Місто      | Господарі | Результат | Гості              | Турнір                                    | Голи | Примітки |
| ---------- | ---------- | --------- | --------- | ------------------ | ----------------------------------------- | ---- | -------- |
| 26-03-2023 | Лондон     | Англія    | 2 – 0     | Україна            | Відбір до ЧЄ 2024                         | -    |          |
| 19-06-2023 | Трнава     | Україна   | 1 – 0     | Мальта             | Відбір до ЧЄ 2024                         | -    | 90+5'    |
| 14-10-2023 | Прага      | Україна   | 2 – 0     | Північна Македонія | Відбір до ЧЄ 2024                         | -    | 87'      |
| 17-10-2023 | Та-Калі    | Мальта    | 1 – 3     | Україна            | Відбір до ЧЄ 2024                         | -    | 46'      |
| 20-11-2023 | Леверкузен | Україна   | 0 – 0     | Італія             | Відбір до ЧЄ 2024                         | -    | 90+1'    |
| 03-06-2024 | Нюрнберг   | Німеччина | 0 – 0     | Україна            | товариський матч                          | -    |          |
| 26-06-2024 | Штутгарт   | Україна   | 0 – 0     | Бельгія            | ЧЄ 2024 - груповий етап                   | -    | 81'      |
| 11-10-2024 | Познань    | Україна   | 1 – 0     | Грузія             | Ліга націй УЄФА 2024—2025 - груповий етап | -    | 90'      |
| 23-03-2025 | Генк       | Бельгія   | 3 – 0     | Україна            | Ліга націй УЄФА 2024—2025 - плей-оф       | -    | 89'      |
| Усього     |            | Матчів    | 9         |                    | Голів                                     | 0    |          |